# Гей-квартал

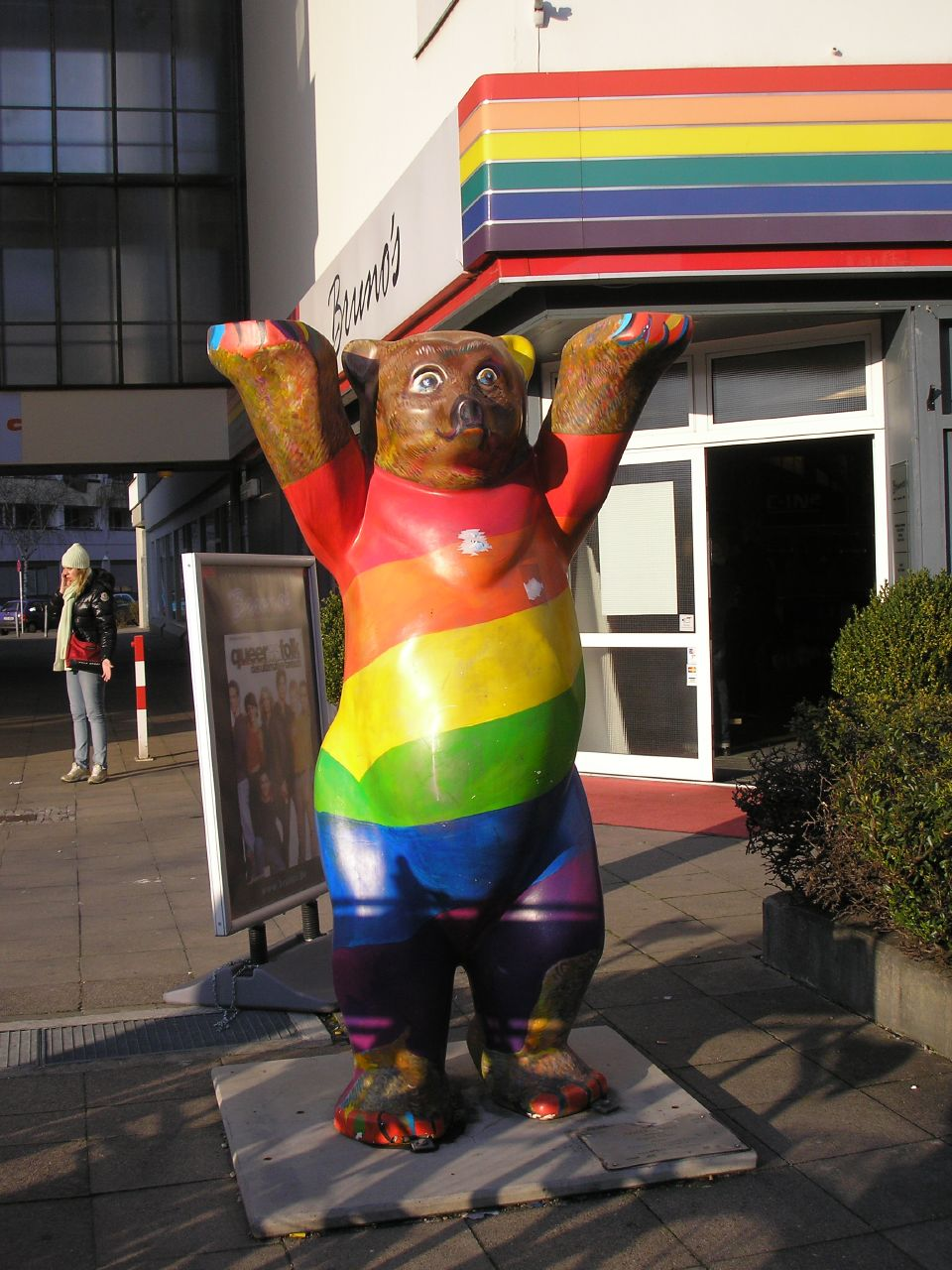
Гей-ведмідь на Ноллендорфплац, Берлін

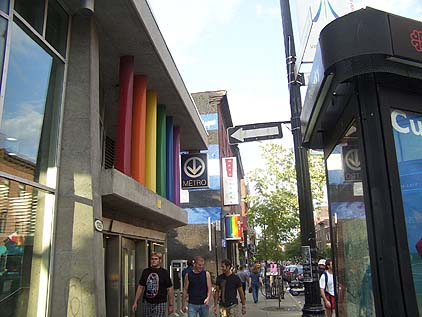
Станція метро в Монреалі, гей-квартал

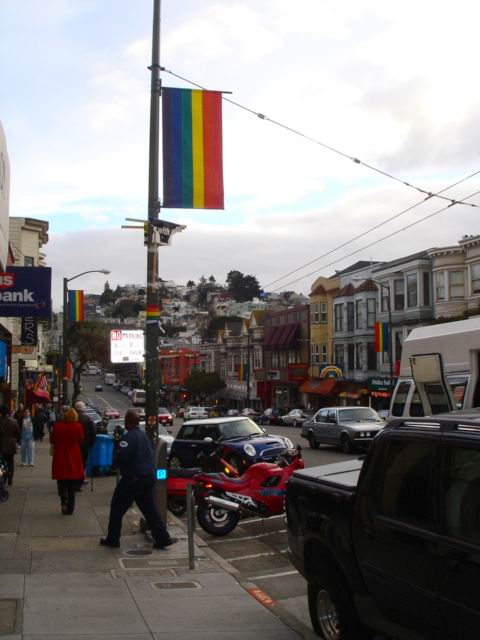
Веселкові прапори знаходиться протягом усього року в кварталі Кастро, Сан-Франциско і є відображенням гордості та єдності ЛГБТ.

Гей-квартал (також гей-район, гей-поселення, гей-гетто та ін.) — міська територія із загальновизнаними кордонами, де живуть або яку відвідують багато лесбійок, геїв, бісексуалів і трансгендерів (ЛГБТ). Гей-квартали часто містять багато закладів орієнтованих на гей-аудіторію, таких як гей-бари та паби, нічні клуби, лазні, ресторани, бутики та книгарні.
Такі квартали можуть представляти як гей-френдлі оазис в нетерпимо налаштованому до ЛГБТ місті, так і просто райони з високою концентрацією геїв.
Сьогодні ці квартали можна знайти в найбільших містах. Часто вони розташовуються в одній із центральних частин міста, які вибрані вже не внаслідок постійної загрози фізичного насильства від гомофобних осіб, а задля естетики чи з причин історичної цінності району.
Сьогоднішні «дивні гетто» мало схожі на ті, що були 1970-х.
Великі гей-квартали є в США та Канаді (і навіть цілі міста, наприклад, Західний Голлівуд). В Англії такими компактними районами є Сохо в Лондоні та Gay Village в Манчестері, в Берліні — квартал Ноллендорфплац-Моцштрассе, в Парижі — квартал Маре, Сан-Франциско — Кастро.

## Історія гей-кварталів
До 1960-70-х років спеціалізованих гей-кварталів не існувало, а гей-бари були розташовані в певних міських районах, де поліція неявно та під пильним наглядом дозволяла так звані «девіантні розваги». В Нью-Йорку, наприклад, геї були легальні з 1965-го року, однак, жодний відкритий гей-бар не отримав ліцензії на продаж алкоголю. Поліцейський рейд в приватний гей-клуб Stonewall Inn 27 червня 1969 призвів до серії протестів навпроти бару протягом наступних трьох днів за участю понад тисячі людей. Ці протести отримали назву «Стоунволлське повстання», і йому вдалося змінити не лише обличчя гей-спільноти для суспільства, а й динаміку всередині самої громади. Це, поряд з кількома іншими подібними інцидентами, прискорило появу гей-кварталів по всій Північній Америці, які від поодиноких барів перейшли до компактного розташування всередині конкретного району. Перехід «з барів на вулиці, від нічного життя, до денного, від „сексуальних відхилень“ до альтернативного способу життя» був переламним моментом та потужним поштовхом для розвитку ЛГБТ-руху.
У 2000 році кілька членів громади гей-кварталу в Торонто створили інтернет-спільноту під назвою Gay-Villager.com. Цей ресурс об'єднує жителів гей-кварталів з усіх міст та країн, для них надається інформація про мистецтво, подорожі, бізнес, пропонуються гей-консультації, юридичні послуги тощо. Це забезпечує безпечну, веселу та дружню обстановку для членів гей-спільноти.